# IC 2056
IC 2056 est une galaxie spirale (intermédiaire ?) située dans la constellation du Réticule. Sa vitesse par rapport au fond diffus cosmologique est de 1 128 ± 10 km/s, ce qui correspond à une distance de Hubble de 16,6 ± 1,2 Mpc (∼54,1 millions d'al). IC 2056 a été découverte par l'astronome britannique Robert Innes en 1898.
La classe de luminosité d'IC 2056 est II-III et elle présente une large raie HI. La luminosité de la galaxie IC 2056 dans l'infrarouge lointain (de 40 à 400 µm)  est égale à 3,02 × 109 {\displaystyle L_{\odot }} (109,48{\displaystyle L_{\odot }}) et sa luminosité totale dans l'infrarouge (de 8 à 1 000 µm) est de 4,17 × 109 {\displaystyle L_{\odot }} (109,62{\displaystyle L_{\odot }}).
La majorité des sources consultées classifient IC 2056 comme étant une galaxie spirale barrée (SB) ou spirale intermédiaire (SAB). L'image d'IC 2056 réalisée par le télescope spatial Hubble (ci-contre dans l'encadré) ne montre pas la présence d'une quelconque barre significative au centre de cette galaxie. Ainsi, la classification de cette dernière par la base de données HyperLeda comme étant une galaxie spirale ordinaire (Sbc) semble mieux convenir.
À ce jour, sept mesures non basées sur le décalage vers le rouge (redshift) donnent une distance de 20,586 ± 5,133 Mpc (∼67,1 millions d'al), ce qui est à l'intérieur des valeurs de la distance de Hubble.